# Área metropolitana Gran Canaria Sur
El área metropolitana de Gran Canaria Sur es una conurbación dedicada principalmente al turismo que se extiende por las costas de los municipios de Mogán, San Bartolomé de Tirajana, Santa Lucía de Tirajana, Agüimes e Ingenio en el Sur y el Sureste grancanario. Posee 207.091 habitantes censados para 2019. No obstante, es tan importante considerar la población que aumenta diariamente por los desplazamientos de personal laboral desde otros municipios, de turistas y del flujo que mueve el Aeropuerto de Gran Canaria.
Junto al Área metropolitana de Las Palmas de Gran Canaria, es la segunda área urbana de la isla.
Con un total de 215.967 habitantes en la comarca (INE 2023), sus núcleos más importantes son las ciudades de Vecindario (70.000 habitantes) y Maspalomas, que si bien cuenta con 13.500 habitantes censados en 2019, también dispone de más de 87.000 camas. Otras localidades importantes son  Puerto Rico, en Mogán, el Cruce de Arinaga y la Playa de Arinaga, en Agüimes y El Carrizal, en Ingenio.

## Lugares de interés
- Dunas de Maspalomas
- Autopista del Sur de Gran Canaria
- Aeropuerto de Gran Canaria
- Playa del Inglés